# Katinszky Gyula
Katinai és pielerzi Katinszky Gyula Sztropkó, 1841. február 19. – Eger, 1913. október 16.) római katolikus pap, tiszteletbeli kanonok, egyházi író.

## Élete
Katinszky Géza fivéreként született Sztopkón. Középiskoláit Rozsnyón, Miskolcon és Egerben végezte. Utóbbi helyen kezdett papnak tanulni és végezte el a teológiát. 1863-ban szentelték pappá. Néhány évig segédlelkészként szolgált, majd a d'Orsay grófi családnál mint nevelő, hosszabb ideig működött. 1869-ben Bartakovics Béla egri érsek az egri fi- és nőtanító-képzőintézetbe pedagógiai tanárnak nevezte ki. Ebből az állásból 1889-ben Samassa József egri érsek a Foglár-féle finevelő internátus igazgatójává, 1892-ben pedig egyházmegyei főtanfelügyelővé nevezte ki; ugyanekkor nyerte a tiszteletbeli kanonoki címet is. 1913-ban hunyt el 72 éves korában Egerben.

## Művei

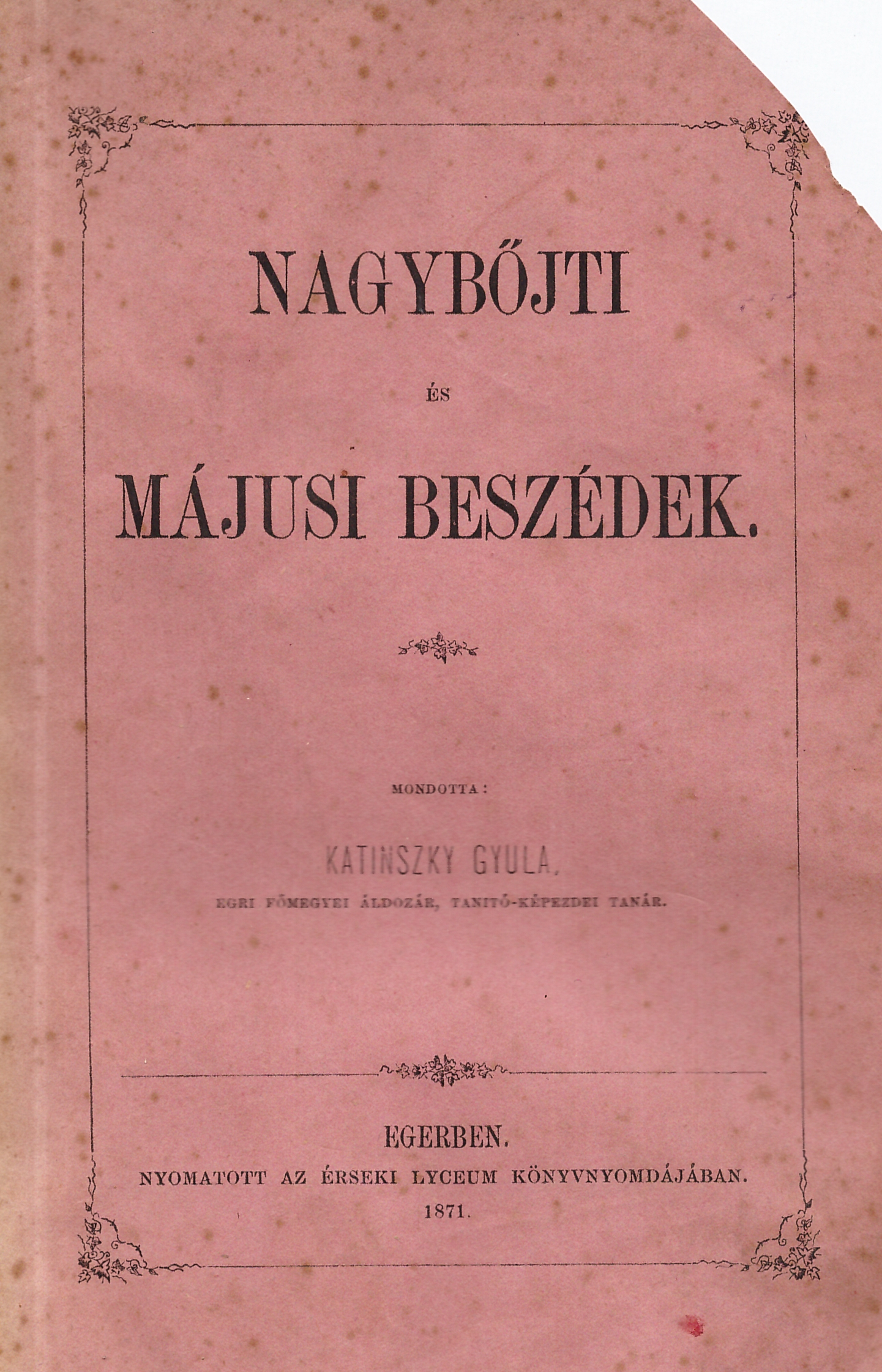
Nagybőjti és május szent beszédek (1871)

Értekezései, iránycikkei és beszédei az általa szerkesztett lapokban, a helyi lapokban, és az iskolai Értesítőkben jelentek meg. Szerkesztette s kiadta az elemi Tanügyet 1872. nov. 1-től febr. 15-ig és ettől kezdve 1892. júl. 16-ig annak folytatását a Népiskolai Tanügyet Egerben, melynek kiadói s tulajdonjoga továbbra is az övé maradt; a Cecilia című katolikus egyház-zenei szaklapot, mint az utóbbi lapnak melléklapját 1889-91-ben szintén ő adta ki és szerkesztette. (Ezen említett lapokban az álnevek nagyobbrészt az övéi.) Önállóan a következő munkái láttak napvilágot:
- Szabadság, tekintély és egyház. Ketteler Vilmos M. után ford. Eger, 1863
- A munkások kérdése és a kereszténység. Ketteler Vilmos M. után ford. Eger, 1864
- Nagybőjti és május szent beszédek. Eger, 1871 (Ism. Uj M. Sion)
- A csalhatatlanok. Népies elbeszélés. Németből Bolanden Konrád után. Eger, 1872 (Névtelenül.)
- Tanterv az egri főegyházmegyei róm. kath. népiskolák számára. Eger, 1874
- Szemed fénye legyen a gyermek! Stolz Alban után. Kiadta a Népiskolai Tanügy. Eger, 1887 (Névtelenül.)
- Részletes tanterv az egri főegyházmegye osztatlan r. k. népiskolái számára. Kiadja: az egri főegyházmegye tanfelügyelői hivatala. Eger, 1888 (Névtelenül.)
- Egyházi beszéd. szent István első apostoli magyar király nemzeti nagy ünnepén 1889. aug. 20. mondotta. Eger, 1889
- Iskolaszentelési beszéd A gróf Almássy-leányiskola és kisdedóvoda fölszentelése és megnyitása alkalmával Heves-Zsadányon, 1896. okt. 4. mondotta. Eger, 1896